# Automolis pallida
Automolis pallida är en fjärilsart som beskrevs av George Francis Hampson 1901. Automolis pallida ingår i släktet Automolis och familjen björnspinnare. Inga underarter finns listade i Catalogue of Life.